# 豊島美雪
豊島 美雪（とよしま みゆき、1960年〈昭和35年〉11月24日 - ）は、関西を中心にテレビ・ラジオにて活動するフリーアナウンサー、ローカルタレントである。

## 来歴・人物
大阪府大阪市出身。大阪府立生野高等学校を卒業。神戸大学を中退してアナウンサーとして放送局に採用されるが、その後独立し、フリーアナウンサーとして活動。1984年8月5日から1993年9月26日までの9年間、朝日放送（ABCテレビ）の『パネルクイズ アタック25』で出題役を務めた。なお、1992年10月4日放送分から番組ロゴが一新されたため、歴代出題者としては唯一、2代のロゴ時代、そして昭和（1988年12月25日放送分まで）と平成（1989年1月15日放送分から）の双方を、また、3度の賞金変動期もそれぞれ経験している。しかし、その最長記録も2008年4月改編で沢木美佳子に抜かれている（その記録を1年上回った沢木自身は2009年3月29日放送分をもって降板、また、沢木の最長記録も一時期加藤明子が2021年4月改編で抜いて、その半年後の2021年9月26日放送の地上波最終回まで10年半務めた為（ただし最長記録は地上波終了後の約半年後BSJapanextにて復活した際、沢木が再び出題者を務めたため加藤の記録を再度塗り替えている）、最終的には豊島の記録は歴代3位となっている）。
その後も、ABCの『ナイトinナイト』、関西テレビ放送（KTV）の『とぅぎゃざぁ』、毎日放送（MBSラジオ）の『おはよう川村龍一です』など、在阪局のテレビ・ラジオ番組に多数出演。童話や詩を朗読する「魔法の朗読会」も開催している。
大学に入学して「地質学や地層とかを掘りまわって世界を飛び回りたい」と夢のようなことばっかり言っていたが、「ありがとう浜村淳です」で募集の案内を車で聴いた父からすすめられ、あるところに入所して、合格したのでアナウンスのトレーニングを受け、19歳からこの仕事を始める。初めての相手は近藤光史。浜村淳の妻は、訓練を受けにいってタレントとして所属していた事務所の先輩。
趣味はラグビー観戦、釣り、旅行、俳句など多彩。仕事のかたわら、社会人学生として神戸大学発達科学部に通った。
2006年11月21日体調不良のため短期入院、27日ラジオ復帰。
あまりパソコンには詳しくないということだったが、ブログを始めている。
2010年3月に初めての著書「キュッと曲がって90度」（関西オノマトペ用例集）を、関西オノマトペ研究会として（組立通信より）出版。「シュッと」「てろてろ」「ドバッと」など、オノマトペと呼ばれる擬音語・擬態語について解説している。
2014年8月23日、当時パーソナリティを務めていた『豊島・ゴエのあさはやっ!?』（MBSラジオ）の放送中に結婚を発表。趣味のラグビーを通じて知り合った。2016年劇場公開の東宝映画「後妻業の女」では、地元の大阪を主な舞台に設定した作品であることから、大阪でのロケ中に出演者への方言（大阪弁）指導を担当した。

## 現在の出演番組
- サンデーライブ ゴエでSHOW!（MBSラジオ 日 11:00-12:50、2016年4月3日 - ）

## 過去の出演番組

### ラジオ
- 学びやんナイト（ABCラジオ）
- 円広志のこころ晴天（ABCラジオ、初代金曜日進行役）
- 6時半です おはようコンちゃん!（MBSラジオ） - 近藤光史（当時は毎日放送アナウンサー）がパーソナリティを務めた平日早朝の生ワイド番組で、アシスタントとして出演。
- 朝いちばん!豊島美雪です（MBSラジオ）
- 豊島美雪・森靖子イケモン市場（MBSラジオ）
- おはよう川村龍一です（MBSラジオ）[1]
- 歌のない歌謡曲（MBSラジオ、2008年3月28日まで）
- 豊島美雪のご機嫌サンデー（MBSラジオ、2009年3月29日まで）
- 豊島・ゴエのあさはやっ!?（MBSラジオ）
- ごきげんサンデー・ミュージック（MBSラジオ）
- Wonderful Music Station Radio papa（FM大阪）[1]
- YOUNG NETWORK Hit Radio '89（FM大阪） - 金曜日担当
- YOUNG NETWORK Hit Radio 99（FM大阪）

### テレビ
- パネルクイズ アタック25（ABCテレビ、1984年8月5日 - 1993年9月26日）[1]
- ナイトinナイト（ABCテレビ）
- とぅぎゃざぁ（関西テレビ）
- 脳内活性!クイズファクトリー（関西テレビ、2006年7月31日分問題の読み上げのみ出演。この回は「パネルクイズ アタック25」のパロディー。）
- 気になる時間（奈良テレビ放送）
- インフォメーション関西（全関西ケーブルテレビジョン製作、関西主要ケーブルテレビ局などで放送）

### CM
- 日三家具（1987年）

### CMナレーション
- ハトのマークの引越センター（全国引越専門協同組合連合会。在阪キー局の一部のみ）

## 著書
- 豊島美雪; こそっと関西オノマトペ研究会『キュッと曲がって90゜! : 関西オノマトペ用例集』組立通信、2010年3月。ISBN 978-4-903831-03-9。